# IC 775
IC 775 је спирална галаксија у сазвјежђу Дјевица која се налази на листи објеката дубоког неба у Индекс каталогу.
Деклинација објекта је + 12° 54' 47" а ректасцензија 12h 18m 53,5s. Привидна величина (магнитуда) објекта IC 775 износи 13,4 а фотографска магнитуда 14,4. IC 775 је још познат и под ознакама UGC 7350, MCG 2-31-87, CGCG 70-4, VCC 311, PGC 39587.